# 蒔田駅
蒔田駅（まいたえき）は、神奈川県横浜市南区宮元町3丁目にある、横浜市営地下鉄ブルーライン（1号線）の駅である。駅番号はB13。
1968年に廃止された、横浜市電の宮元町三丁目電停と同じ場所にある。

## 概要
杉山神社の前の、神奈川県道21号横浜鎌倉線（鎌倉街道）の地下に所在する。駅の周囲は商店・事務所・住宅が密集している。

## 歴史
- 1972年（昭和47年）12月16日 - 開業。
  - 当時は上永谷車両基地がなく、高島駅から陸送した車両を本駅付近の鎌倉街道の開口部より搬入した。この経緯から「横浜市営地下鉄第1号車両搬入の地」の記念銘板が1番出口の通路に、記念標柱が鎌倉街道上の2か所（1番出口近くと駅の西側）に設置されている。
- 2007年（平成19年）6月23日 - ホームドアの使用を開始。
- 2009年（平成21年）4月4日 - ホームと改札口を結ぶエレベーターと多機能トイレの供用を開始。
- 2012年（平成24年）
  - 3月31日 - 3番出入口と改札口、および出入口と改札口を結ぶエスカレーター・エレベーターの供用を開始。
  - 4月10日 - docomo Wi-Fiによる公衆無線LANサービス開始。

### 駅名の由来
駅所在地の古来の地名「蒔田町」から採られた。『更級日記』の文中にある武蔵国の「あすだ河」が大岡川であるとされ、「あすだ」が「明田」に転化して、さらに「まいた」に転訛し「蒔田」の字を充てたとされている。

## 駅構造
相対式ホーム2面2線を有する地下駅。改札階は地下1階、ホーム階は地下2階にある。2007年6月23日にホームドアの使用を開始した。2009年4月4日よりホーム階と改札階を結ぶエレベーターおよび多目的トイレなどのバリアフリー設備の運用が開始された他、リニューアルに伴い、ホーム階においてはグリーンラインと共通デザインの駅名サインも導入された。
地上と改札階を結ぶバリアフリー施設については、駅上の鎌倉街道沿いに建物が並んでおり、用地の取得に難航しているため、40年間未設置の状態が続いていたが、鎌倉街道の1本南側の道路に建設されたマンションの直下に3番出入口とエスカレーター・改札口、および2番出入口の西側にエレベーターをそれぞれ新設する工事を行い、2012年3月31日に完成した。これにより、ブルーライン全32駅へのエレベーター設置が完了した。

### のりば
| 番線 | 路線         | 行先         |
| ---- | ------------ | ------------ |
| 1    | ブルーライン | 湘南台方面   |
| 2    | ブルーライン | あざみ野方面 |

- 上表の路線名は旅客案内上の名称（愛称）で記載している。

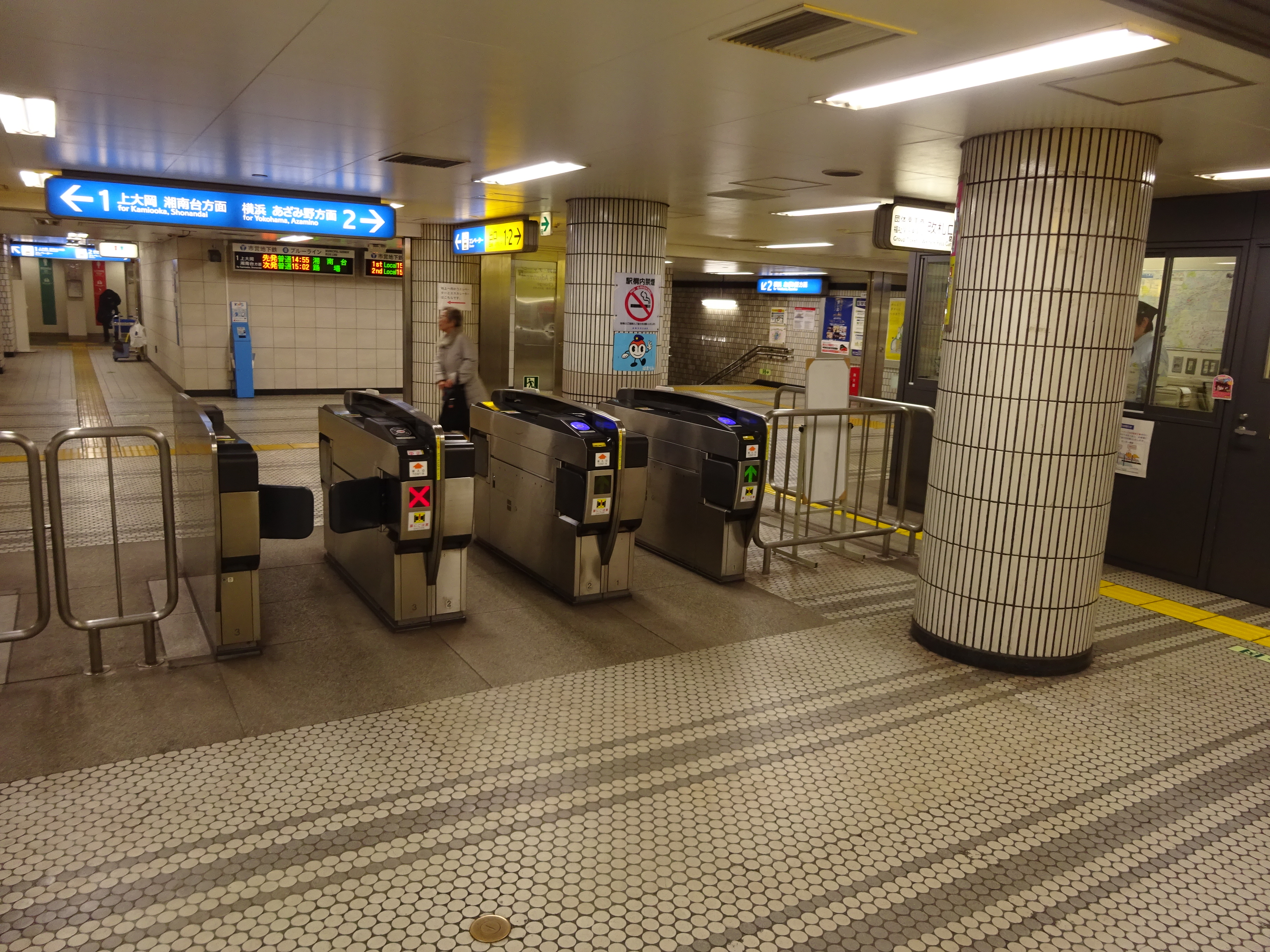
改札口（2016年2月）
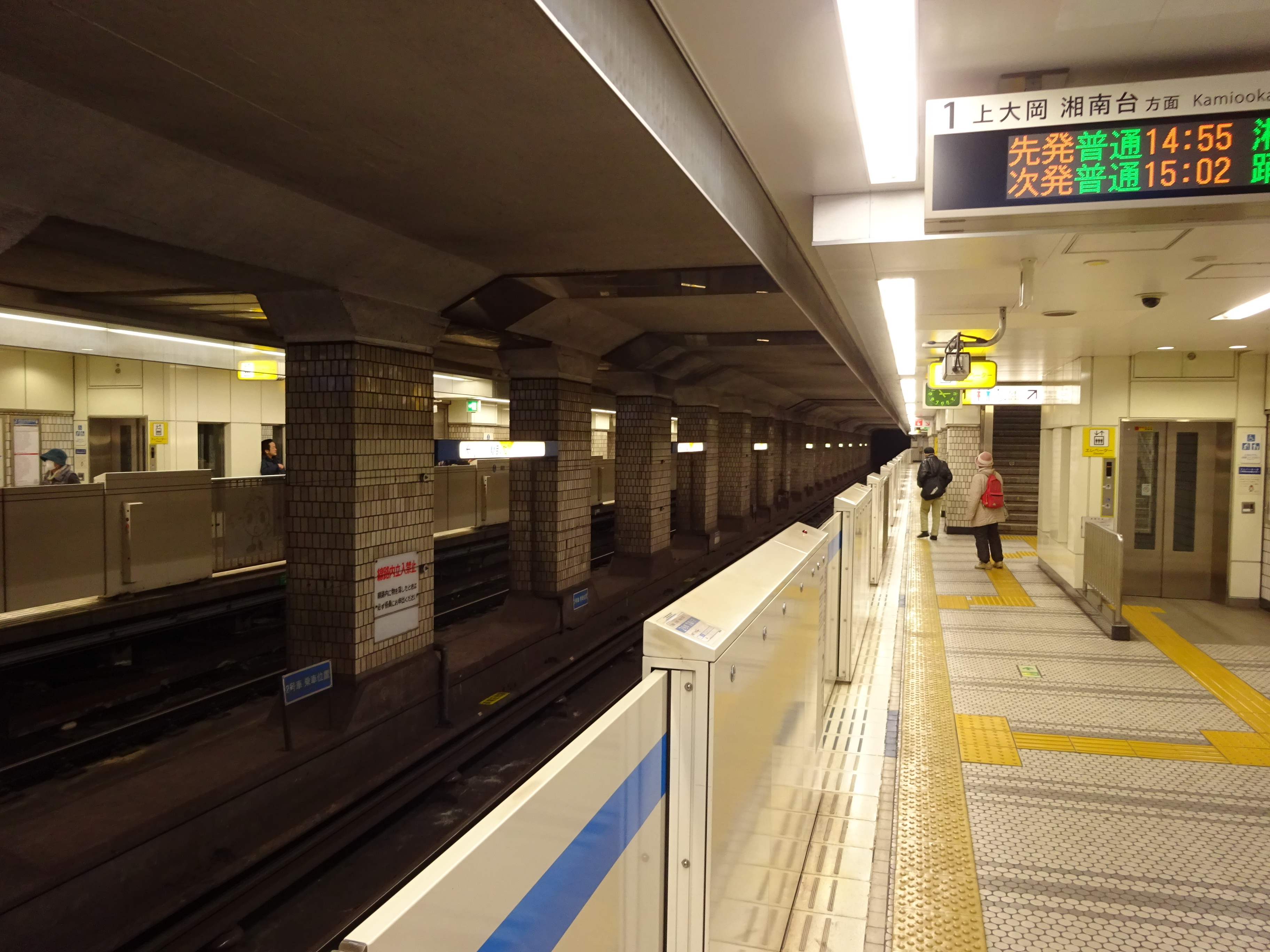
ホーム（2016年2月）
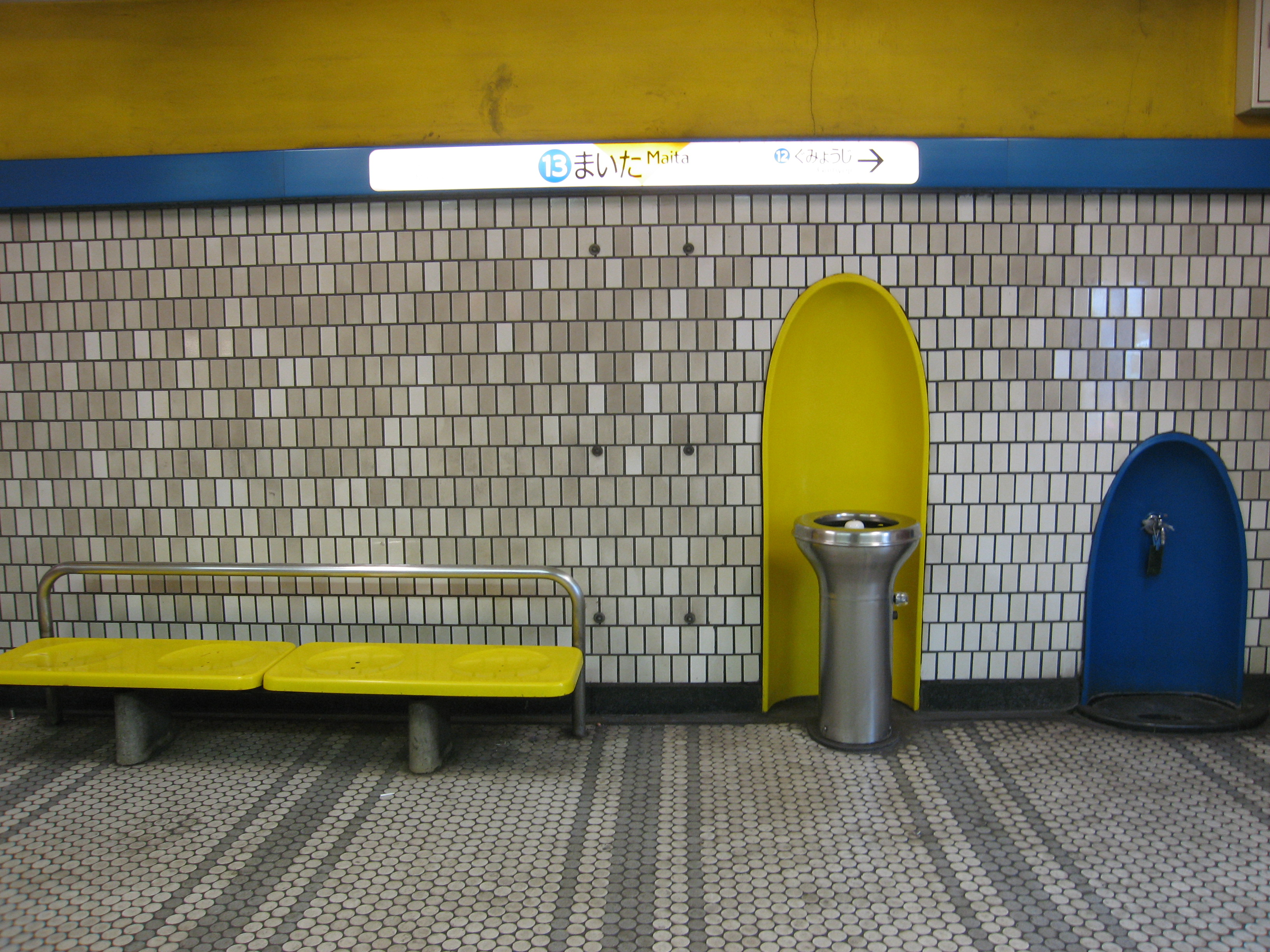
ベンチと水飲み場。柳宗理デザイン。現在は撤去されている（2007年12月）

## 利用状況

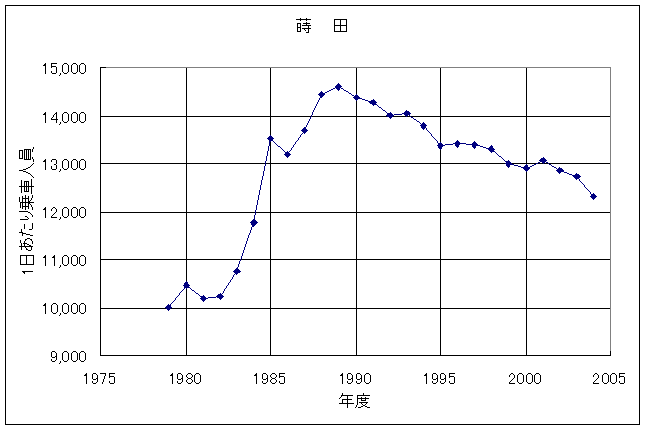
1日あたり乗車人員の推移

2022年（令和2年）度の1日平均乗降人員は20,818人（乗車人員：10,445人、降車人員：10,373人）である。
近年の推移は下表の通り。
| 年度               | 1日平均 乗降人員 | 1日平均 乗車人員 | 出典     |
| ------------------ | ---------------- | ---------------- | -------- |
| 1979年（昭和54年） |                  | 10,003           |          |
| 1980年（昭和55年） |                  | 10,478           |          |
| 1981年（昭和56年） |                  | 10,197           |          |
| 1982年（昭和57年） |                  | 10,222           |          |
| 1983年（昭和58年） |                  | 10,751           |          |
| 1984年（昭和59年） |                  | 11,770           |          |
| 1985年（昭和60年） |                  | 13,523           |          |
| 1986年（昭和61年） |                  | 13,208           |          |
| 1987年（昭和62年） |                  | 13,705           |          |
| 1988年（昭和63年） |                  | 14,455           |          |
| 1989年（平成元年） |                  | 14,613           |          |
| 1990年（平成02年） |                  | 14,382           |          |
| 1991年（平成03年） |                  | 14,281           |          |
| 1992年（平成04年） |                  | 14,004           |          |
| 1993年（平成05年） |                  | 14,057           |          |
| 1994年（平成06年） |                  | 13,799           |          |
| 1995年（平成07年） |                  | 13,367           | [ * 1 ]  |
| 1996年（平成08年） |                  | 13,424           |          |
| 1997年（平成09年） |                  | 13,385           |          |
| 1998年（平成10年） |                  | 13,299           | [ * 2 ]  |
| 1999年（平成11年） | 26,036           | 13,009           | [ * 3 ]  |
| 2000年（平成12年） | 25,243           | 12,914           | [ * 3 ]  |
| 2001年（平成13年） | 23,963           | 13,075           | [ * 4 ]  |
| 2002年（平成14年） | 27,587           | 12,870           | [ * 5 ]  |
| 2003年（平成15年） | 26,344           | 12,692           | [ * 6 ]  |
| 2004年（平成16年） | 24,003           | 12,319           | [ * 7 ]  |
| 2005年（平成17年） | 22,769           | 12,213           | [ * 8 ]  |
| 2006年（平成18年） | 23,027           | 11,965           | [ * 9 ]  |
| 2007年（平成19年） | 22,862           | 11,600           | [ * 10 ] |
| 2008年（平成20年） | 22,142           | 11,215           | [ * 11 ] |
| 2009年（平成21年） | 22,551           | 11,389           | [ * 12 ] |
| 2010年（平成22年） | 21,795           | 10,999           | [ * 13 ] |
| 2011年（平成23年） | 21,362           | 10,773           | [ * 14 ] |
| 2012年（平成24年） | 22,499           | 11,348           | [ * 15 ] |
| 2013年（平成25年） | 22,324           | 11,263           | [ * 16 ] |
| 2014年（平成26年） | 22,553           | 11,367           | [ * 17 ] |
| 2015年（平成27年） | 23,187           | 11,682           | [ * 18 ] |
| 2016年（平成28年） | 22,569           | 11,358           | [ * 19 ] |
| 2017年（平成29年） | 22,414           | 11,277           | [ * 20 ] |
| 2018年（平成30年） | 22,560           | 11,330           | [ * 21 ] |
| 2019年（令和元年） | 22,959           | 11,529           | [ * 22 ] |
| 2020年（令和02年） | 17,384           | 8,734            |          |
| 2021年（令和03年） | 18,951           | 9,514            |          |
| 2022年（令和04年） | 20,818           | 10,445           |          |

## 駅周辺
この付近は横浜市内でも人口密度の高い地域で、駅からいずれの方向へ進んでも住宅地が続く。近くの商店街は、蒔田商店街、蒔田東通り商栄会、やや離れて中村橋商店街などがあるが、いずれも規模は小さい。駅周辺には飲食店（喫茶店・立ち飲み屋・蕎麦屋など）が点在している。
地元では有名な新宗教団体である大山ねずの命神示教会の本拠地があり、休日にはその信者が大勢この地を訪れるため、駅および周辺は大変混雑する。
- 日本年金機構 横浜南年金事務所
- 神奈川県道21号横浜鎌倉線（鎌倉街道）
- 横浜市立横浜商業高等学校（通称：Y校）
- 横浜英和学院
- ビエラ蒔田

## バス路線
蒔田駅前
- 1番出入口側
  - 横浜市営バス
    - 79 - 日本大通り駅県庁前・港町行
    - 199 - 南区総合庁舎・関内駅北口循環

  - 神奈川中央交通
    - 船20 - 桜木町駅行（羽衣町経由）
    - 港61 - 横浜駅東口行（羽衣町・桜木町駅経由）
    - 60 - 磯子駅前行（弘明寺・仲久保経由）
- 2番出入口前
  - 横浜市営バス
    - 79・199 - 平和台折返場行（井土ヶ谷駅経由）

  - 神奈川中央交通
    - 船20 - 大船駅行（上大岡駅経由）
    - 港61 - 港南台駅行（上大岡駅経由）
- 宮元町三丁目交差点南側
  - 神奈川中央交通
    - 11 - 桜木町駅行（港の見える丘公園経由）
- 宮元町三丁目交差点北側
  - 神奈川中央交通
    - 11 - 保土ケ谷駅東口行（井土ヶ谷駅経由）

## 隣の駅
横浜市営地下鉄
 ブルーライン（1号線）
■快速
通過
■普通
弘明寺駅 (B12) - 蒔田駅 (B13) - 吉野町駅 (B14)